# Laulasmaa
Laulasmaa este o arie protejată (arie specială de conservare — SAC, sit de importanță comunitară — SCI) din Estonia întinsă pe o suprafață de 130,4 ha, integral pe uscat.

## Localizare
Centrul sitului Laulasmaa este situat la coordonatele 59°23′13″N 24°14′44″E / 59.387°N 24.2456°E.

## Înființare
Situl Laulasmaa a fost declarat sit de importanță comunitară în aprilie 2004 pentru a proteja 1 specie de animale. Situl a fost protejat și ca arie specială de conservare în iulie 2005.

## Biodiversitate
Situată în ecoregiunea boreală, aria protejată conține 7 habitate naturale: Lagune de coastă, Litoraluri nisipoase din Baltica boreală cu vegetație perenă, Dune mobile cu vegetație embrionară, Dune mobile de-a lungul țărmului cu Ammophila arenaria („dune albe”), Dune împădurite din regiunile atlantică, continentală și boreală, Pante stâncoase calcaroase cu vegetație casmofită, Păduri pe pante, grohotișuri și ravene de Tilio-Acerion.
La baza desemnării sitului se află o specie protejată de  nevertebrate: Vertigo angustior
Pe lângă speciile protejate, pe teritoriul sitului au mai fost identificate 1 specie de plante.